# Lotta libera ai Giochi della III Olimpiade - Pesi mosca
La categoria pesi mosca è stata la categoria per la lotta libera ai Giochi della III Olimpiade con limite di peso fino a Kg. 52,16.
La gara si è svolta dal 14 al 15 ottobre 1904 presso il Francis Field della Washington University di Saint Louis.

## Risultati
|  | Semifinali     | Semifinali     | Semifinali     |    |  | Finale | Finale | Finale |  |
|  |                |                |                |    |  |        |        |        |  |
|  |                |                |                |    |  |        |        |        |  |
|  |                |                |                |    |  |        |        |        |  |
|  |                |                |                |    |  |        |        |        |  |
|  |                | George Mehnert | George Mehnert | VD |  |        |        |        |  |
|  |                |                |                | VD |  |        |        |        |  |
|  |                |                | Gustave Bauer  |    |  |        |        |        |  |
|  | Gustave Bauer  | Gustave Bauer  | VD             |    |  |        |        |        |  |
|  | Gustave Bauer  | Gustave Bauer  | VD             |    |  |        |        |        |  |
|  | William Nelson |                |                |    |  |        |        |        |  |

### Classifica finale
| Pos.    | Atleta         | Nazione     |
| ------- | -------------- | ----------- |
| Oro     | George Mehnert | Stati Uniti |
| Argento | Gustave Bauer  | Stati Uniti |
| Bronzo  | William Nelson | Stati Uniti |